# Chery Fulwin A9
Chery Fulwin A9 (кит. 奇瑞风云A9; пиньинь Qíruì Fēngyún A9) — представительский автомобиль, выпускающийся с 2025 года китайской компанией Chery Automobile.

## Описание
Chery Fulwin A9 дебютировал в сентябре 2023 года на нескольких автосалонах в виде концепт-кара. Изображения серийной версии были опубликованы 8 октября 2024 года, когда бренд Fulwin продемонстрировал возможные окрасы. Производство намечено на июнь 2025 года.
Экстерьер A9 имеет точечно-матричные светодиодные элементы освещения спереди и активно раскрывающееся заднее антикрыло, с дизайном световой полосы, используемой как для дневных ходовых огней, так и для задних фонарей. Окрасы: Wonderland Green, Snow Ridge White, Bibo Blue, Ningye Purple, Xuanye Blue, Danfeng Red, Cuizhu Green, Moshi Black и Tanhai Green.
В салоне имеется «плавающий» 15,6-дюймовый сенсорный экран с информационно-развлекательной системой, куда встроено большинство элементов управления. Приборная панель цифровая. Чипсет — Qualcomm Snapdragon 8255. Приборная панель оснащена прямоугольными вентиляционными отверстиями, а центральная консоль оснащена двойными беспроводными зарядными площадками перед двумя круглыми подстаканниками и раздельным открывающимся отсеком для хранения. Интерьер украшен двухцветной обивкой с узором стёганого одеяла, деревянными панелями и серебристыми металлическими акцентами на дверях и приборной панели. Также имеются аудиосистема с 23 динамиками, двухпанельный люк, окружающее освещение, акустическое стекло и проекционный дисплей.
Chery Fulwin A9 оснащён системой Chery Falcon 700 ADAS с 27 датчиками: одним лидаром, тремя радарами миллиметрового диапазона, одиннадцатью камерами и двенадцатью ультразвуковыми датчиками. Система способна контролировать автономное вождение в городских условиях и на трассах, а также поддерживает автоматическую парковку и вызов.
В A9 применяется подключаемая гибридная система Chery Kunpeng C-DM, которая состоит из 1,5-литрового бензинового двигателя с турбонаддувом и электродвигателей, обеспечивающих полный привод. Мощность составляет 115 кВт (154 л. с.). Аккумулятор, поставляемый компанией Gotion, имеет химический состав LFP. Максимальная скорость — 180 км/ч.